# Zavitne, Mîhailivka
Zavitne (în ucraineană Завітне) este un sat în comuna Rozdol din raionul Mîhailivka, regiunea Zaporijjea, Ucraina.

## Demografie
Componența lingvistică a localității Zavitne
     Ucraineană (79,34%)
     Rusă (3,31%)
     Alte limbi (17,35%)
Conform recensământului din 2001, majoritatea populației localității Zavitne era vorbitoare de ucraineană (79,34%), existând în minoritate și vorbitori de rusă (3,31%).